# Fred Hype
 (juin 2022).
Fred Hype (né Fred Orival à Gonaïves) est un beatmaker, producteur et compositeur haïtien, décédé le samedi 28 mai 2022 à 45 ans.